# Прольотна
Прольо́тна (крим. Prolötna, до 1952 — Китай, крим. Qıtay) — проміжна залізнична станція Кримської дирекції Придніпровської залізниці на магістральній лінії Джанкой — Севастополь між зупинним пунктом 1432 км (2 км) та станцією Острякове (9 км). Розташована в селі Пролітне Сімферопольського району Автономної Республіки Крим.
Станція має три колії, обладнана двома низькими платформами, на вокзалі є зал чекання, квиткові каси та камера схову. На станції розташований відстійник для пасажирських та вантажних вагонів, у яких закінчився термін експлуатації.

## Історія
Відкрита 1874 року під первинною назвою півстнок Китай, в ході прокладання Лозово-Севастопольської залізниці. На півстанку Китай Бютеньської волості Перекопського повіту налічувалось 8 дворів та мешкало 55 осіб. У 1952 році Китай перейменований в Пролітну.
У 1970 році станція електрифікована постійним струмом (=3 кВ) в складі дільниці Мелітополь — Сімферополь.
Офіційно станція в ході русифікації державної української мови має назву Прольотна, а не як помилково — Пролітна.

## Пасажирське сполучення
На станції зупиняються приміські поїзди напрямку Сімферополь — Джанкой — Солоне Озеро.